# Zdeňka Rotreklová
Zdeňka Rotreklová (15. února 1930 Chuchelná/Křenovice – 6. prosince 2021 Krnov) byla moravská choreografka, folkloristka a etnografka, autorka tanečních pásem a scénických pořadů. Věnovala se práci s mládeží.

## Život
Informace o místě jejího narození se rozcházejí, buď jím byla Chuchelná v okrese Opava, nebo Křenovice v okrese Vyškov. Shoda však panuje na datu narození 15. února 1930. Od dětství každopádně žila na Vyškovsku. Po druhé světové válce navštěvovala klášterní školu pro ženská povolání ve Slavkově u Brna a v Třebíči (1945–1949).
Dále pokračovala studiem oboru domácí nauky, přírodopisu a zeměpisu na Pedagogické fakultě Masarykovy univerzity v Brně, již absolvovala v roce 1954. Počátkem 60. let studovala na Pedagogickém institutu v Ostravě (1960–1961) a současně také obor lidový tanec u Zdeny Kyselé na  Lidové konzervatoři v Ostravě (1960–1962). V 70. letech své pedagogické vzdělání rozšířila magisterským studiem speciální pedagogiky se zaměřením na logopedii a somatopedii na Pedagogické fakultě Univerzity Palackého v Olomouci (1972–1975).
Vyučovala postupně na zvláštních školách nejprve na Opavsku: v Horním Vikštejně (1952–1953), v samotné Opavě (1953–1954), Melči (1954–1957) a Budišově nad Budišovkou (1957–1964), poté ve Vyškově (1964–1975) a nakonec ve Slavkově u Brna (1975–1987). Řadu let také poskytovala ve Vyškově logopedické poradenství a odborné konzultace ve speciálním pedagogickém centru.
Vedle pedagogické profese se však naplno věnovala i tanci. Již od roku 1945 tančila ve vesnické skupině v Křižanovicích u Bučovic. Také v místech svého pracovního působení zakládala a řídila taneční kroužky. V Budišově založila soubor Lopenica a vedla jej v letech 1957–1964. Byla též nadšená skautka a po příchodu do Vyškova mimo jiné ve volném čase vedla junáky a nacvičovala s nimi i lidové tance. Po opětovném zrušení organizace Junák v roce 1970 jako náhradu založila s Marií Pachtovou dětský folklorní soubor Klebetníček. Po odchodu do Slavkova jí však na něj už nezbývalo tolik času a vedení souboru plně převzala Pachtová.
V roce 1975 při zdravotní škole v Dědicích vznikl taneční kroužek, z nějž se ve spolupráci s Vysokou vojenskou školou pozemního vojska ve Vyškově vyvinul hanácký folklorní soubor (národopisný soubor písní a tanců) Trnka. Rotreklová byla jeho spoluzakladatelkou a více než 30 let také jeho uměleckou vedoucí a choreografkou. K 15. a 20. výročí založení souboru sestavila zpěvník Spívéte si s Trnkó (1990, 1995).
Město Vyškov jí (i s Pachtovou) v roce 2006 udělilo čestné občanství, čímž ji ocenilo „za celoživotní práci v oblasti folkloru a folkloristiky, práci s mládeží a za propagaci Vyškova a hanáckého regionu“. Jihomoravský kraj jí (opět spolu s Pachtovou) v roce 2013 udělil Cenu Jihomoravského kraje „za uchovávání tradic a folkloru na Hané“. V roce 2018 obdržela při příležitosti Dne učitelů pamětní medaili Jana Amose Komenského jako osobnost vyškovského školství.
Poslední tři desetiletí svého života prožila v Krnově, z něhož však nadále dojížděla do Vyškova, kde připravovala hudební pásma a dohlížela na taneční nácvik. Zemřela v Krnově 6. prosince 2021 ve věku 91 let.